# Reichstagswahlkreis Regierungsbezirk Stralsund 1

Die Wahlkreisaufteilung des Deutschen Reichs.

Der Reichstagswahlkreis Regierungsbezirk Stralsund 1 war der erste Reichstagswahlkreis im Regierungsbezirk Stralsund der preußischen Provinz Pommern für die Reichstagswahlen im Deutschen Reich und im Norddeutschen Bund von 1867 bis 1918.

## Wahlkreiszuschnitt
Er umfasste die Kreise Rügen, Franzburg und die kreisfreie Stadt Stralsund.

## Abgeordnete
| Wahl                                        | Abgeordneter                  | Partei | Bild |
| ------------------------------------------- | ----------------------------- | ------ | ---- |
| Reichstagswahl Februar 1867 bis August 1867 | Bernhard Hinrichs             | NLP    | 0    |
| Reichstagswahl August 1867 bis 1871         | Robert Eduard von Hagemeister | FKV    |      |
| Reichstagswahl 1871 bis 1874                | Ulrich von Behr-Negendank     | DRP    |      |
| Reichstagswahl 1874 bis 1881                | Friedrich von Behr            | DRP    | 0    |
| Reichstagswahl 1881 bis 1884                | Ulrich von Behr-Negendank     | DRP    |      |
| Reichstagswahl 1884 bis 1890                | Hans Delbrück                 | DRP    |      |
| Reichstagswahl 1890 bis 1893                | Robert von Keudell            | DRP    |      |
| Reichstagswahl 1893 bis 1903                | Friedrich Ernst von Langen    | DKP    | 0    |
| Reichstagswahl 1903 bis 1907                | Karl von Riepenhausen         | DKP    | 0    |
| Reichstagswahl 1907 bis 1912                | Edmund Stengel                | FVp    | 0    |
| Reichstagswahl 1912 bis 1918                | Immanuel Heyn                 | FVP    |      |